# Cecilia Suyat Marshall
Cecilia Suyat Marshall (Puunene, 20 de julio de 1928-22 de noviembre de 2022) fue una activista por los derechos civiles e historiadora estadounidense de Hawái que estuvo casada con Thurgood Marshall, el primer juez afroamericano de la Corte Suprema de los Estados Unidos, desde 1955 hasta su muerte en 1993. Ella era de  ascendencia filipina. Su vida se presenta en el Museo Nacional de Historia y Cultura Afroamericana en el Smithsonian y la Biblioteca del Congreso de Estados Unidos la registró sobre sus experiencias con los derechos civiles en los Estados Unidos. En las décadas de 1940 y 1950, se desempeñó como taquígrafa y secretaria privada de la NAACP en Washington D. C..

## Primeros años y carrera
Cecilia «Cissy» Suyat nació en Pu'unene, Maui, en Hawái el 20 de julio de 1928. Sus padres emigraron de Filipinas en 1910. Su padre era dueño de una imprenta y su madre murió cuando ella era joven. Se crio en Hawái con muchos hermanos.
Suyat se mudó a la ciudad de Nueva York para vivir con su tío y su tía maternos, siguiendo el consejo de su padre, antes de comenzar a trabajar para la NAACP en Washington D. C. En su primera asignación, hizo piquetes la película El nacimiento de una nación en un cine local, que pronto dejó de proyectar la película. Suyat tomó clases nocturnas en la Universidad de Columbia para convertirse en taquígrafa de la corte y finalmente se convirtió en secretaria privada del Dr. Gloster B. Current, director de la NAACP, de 1948 a 1955. Ella jugó un papel en el histórico caso Brown contra el Consejo de Educación.

## Matrimonio
Suyat conoció a Thurgood Marshall, luego se casó con él en 1955 después de que la esposa anterior de Marshall, Vivian Burey, muriera de cáncer de pulmón. Suyat se casó con Marshall el 17 de diciembre de 1955. Roy Wilkins, quien fue secretario de la NAACP, presidió el servicio en la Iglesia Episcopal de St. Philip en Harlem, Nueva York. Los visitantes de su apartamento incluyeron a Martin Luther King y Rosa Parks.
Suyat y Marshall eran los padres de John W. Marshall, exsecretario de Seguridad Pública de Virginia y exdirector del Servicio de Alguaciles de Estados Unidos, y Thurgood Marshall Jr.. Juan Williams informó que Suyat trabajó mucho en los últimos años de Marshall para mantener sus explosiones de «frustración con el tribunal conservador y lo que quedaba del Movimiento por los Derechos Civiles» del público, temerosa de que lo avergonzaran.

## Vida posterior y fallecimiento
Suyat pasó su vida preservando la historia y continuó luchando por los derechos civiles después de la muerte de su esposo. Ella creía que todavía había un largo camino por recorrer. Dio una entrevista de historia oral para la Biblioteca del Congreso de Estados Unidos realizada por Emilye Crosby en Washington D. C .el 30 de junio de 2013. Su historia ahora se presenta en el Museo Nacional de Historia y Cultura Afroamericana en el Smithsonian en Washington D. C. La entrevista fue autorizada por el Congreso de los Estados Unidos el 12 de mayo de 2009, en la Ley del Proyecto de Historia de los Derechos Civiles de 2009 (Ley Pública 111-19). La exhibición fue creada como parte de una iniciativa de 5 años para examinar las colecciones de historia oral existentes con relevancia para el Movimiento por los derechos civiles en Estados Unidos y registrar nuevas entrevistas con personas que participaron en el movimiento social y político.
Suyat asistió a la inauguración de un nuevo edificio escolar para la Academia Thurgood Marshall para el Aprendizaje y el Cambio Social en el barrio de Harlem de la ciudad de Nueva York en 2004.
Suyat murió el 22 de noviembre de 2022 a la edad de 94 años en Falls Church, Virginia.